# 肖承悰
肖承悰（1940年—），女，汉族，北京人，中国中医妇科学家，北京中医药大学东直门医院主任医师、教授。第四届国医大师。

## 家庭
祖父萧龙友。